# Neoempheria unispinosa
Neoempheria unispinosa är en tvåvingeart som beskrevs av Edwards 1940. Neoempheria unispinosa ingår i släktet Neoempheria och familjen svampmyggor. Inga underarter finns listade i Catalogue of Life.